# Le Neubourg
Le Neubourg je francouzská obec v departementu Eure v regionu Normandie. V roce 2009 zde žilo 4 172 obyvatel. Je centrem kantonu Le Neubourg.